# 我的反派男友
《我的反派男友》（英語：Mr.Bad）是一部2022年的中国大陆网络剧。该剧由李青蓉执导，陈哲远、沈月主演。于2022年9月30日在爱奇艺恋恋剧场首播。

## 播出时间
| 頻道        | 所在地   | 播映日期               | 播出時間 | 備註                                        |
| 爱奇艺      | 中国大陆 | 2022年9月30日-10月22日 | 20: 00   | 会员每日2集，首更6集 非会员每日1集，首更2集 |
| IQIYI国际版 | 海外     | 2022年9月30日-10月22日 | 20: 00   | 会员每日2集，首更6集 非会员每日1集，首更2集 |

## 演员列表
| 演員   | 角色   | 介紹 |
| 陈哲远 | 萧无敌 | 南星小說裡的反派角色，傲嬌腹黑，聰明狡詐，初來乍到這個世界，非但沒有對這個陌生的環境感到任何恐懼，反而對南星語帶威脅勒索，理所當然地住到南星家的隔壁，不同世界的兩個人也因此展開雞飛狗跳、打鬧不斷的「鬥智鬥勇」鄰居生活。在日復一日的相處中，蕭無敵漸漸被南星的溫暖元氣所打動，發現自己不知道什麼時候就愛上了她，兩人也在交往的過程中發現蕭無敵身世的秘密，竟然和南星曾經的一段傷痛有關，原來兩人的緣分早在十幾年前就已經註定。 |
| 沈月   | 南星   | 愛好寫作的少女，曾經是一個鐵餅運動員，表面上大大咧咧像個男生，內心卻全是粉紅泡泡，少女得很，嚮往偶像劇般的愛情，對他人的戀愛也羡慕不已，不禁祈禱甜蜜的愛情故事也能發生在自己身上，可她滿懷憧憬站在許願池投擲硬幣後，召喚出來的竟是自己寫的小說裡大反派蕭無敵。 |
| 骆明劼 | 陆子辰 | 才貌雙全的男神作家，也是高冷不霸道的總裁，面對下屬冷漠臉氣場十足，面對喜歡的人瞬間秒慫。 |
| 屈菁菁 | 叶晴   | 叱吒風雲的女霸總，擁有無與倫比的商業頭腦，幹練果決，知人善用，親手將陸子辰的理想變成現實，直來直去攻氣十足，氣場強大到讓最初的南星不敢直視，連陸子辰對她都十分的敬畏，總被人誤以為是象牙塔尖長大的女王，實際上是市井小吃店的女兒，對陸子辰很喜歡，但是一直藏著心裡。 |
| 董璇   | 安妮娜 | 南星的母親，舞蹈老師，性格陽光開朗，本來是南星的鄰居，毛小軍的母親，早早生子，又獨自將兒子養大，但是因為一場事故後，她的家庭和南星的家庭遭遇了變故，她主動選擇和南星組成新的家庭，成為她的媽媽。 |
| 王自健 | 甄仙子 | 神機妙算。 |
| 苏子珊 | 熊思思 | 南星的閨蜜，運動員，愛美、愛吃、愛八卦，比母胎單身的南星更受男孩歡迎，是南星在戀愛上的軍師，與隊友小豪總是成對出現，最終也成功收穫屬於自己的愛情。 |
| 郭笑天 | 小豪   | 南星的師弟，熊思思的隊友，善解人意的少年，總是默默守護在熊思思身邊，最後和思思走到一起。 |

## 電視劇原声帶
| 曲序 | 曲目                 |                        | 作曲     | 演唱         |
| ---- | -------------------- | ---------------------- | -------- | ------------ |
| 1.   | 做我的勇士（主題曲） | 王乙慶、史念彤、孫艾藜 | 孫艾藜   | 陳哲遠、沈月 |
| 2.   | Be with me（片頭曲） | 青箏                   | KORANG-E | 張紫宁       |
| 3.   | 我猜你也心動（插曲） | 王乙慶、孫艾藜         | 孫艾藜   | 鄭乃馨       |
| 4.   | 戀愛小說（插曲）     | 孫艾藜                 | 林蕎/零  | 弦子         |
| 5.   | 走進黑夜（插曲）     | 李冠群                 | 李冠群   | 駱明劼       |